# Praça Connaught
A Praça Connaught, ou Connaught Place, oficialmente conhecido como Rajiv Chowk, é um dos principais centros financeiros, comerciais e de negócios de Nova Deli, na Índia. Abriga a sede de várias empresas indianas renomadas e é um importante destino comercial, de vida noturna e turístico em Nova Delhi.
A principal área comercial da  cidade ocupa um lugar de orgulho e é considerada uma das principais estruturas patrimoniais de Nova Delhi. Foi desenvolvido como uma vitrine da Delhi de Lutyens. O nome da área foi dado em  em homenagem a Artur, Duque de Connaught e Strathearn, as obras começaram em 1929 e foram concluídas em 1933. Foi projetado por Robert Tor Russell. A praça foi renomeada em 1995 em homenagem ao ex-primeiro-ministro da Índia, Rajiv Gandhi.
A área está hoje sob a jurisdição do Conselho Municipal de Nova Deli (NDMC) e, portanto, recebe prioridade em termos de fundos para manutenção e conservação.
Uma estação de metrô construída sob ela também é chamada de estação de metrô Rajiv Chowk .

## História
Antes da construção de Connaught Place, a área era uma cordilheira coberta por árvores kikar e povoada por chacais e porcos selvagens, sendo a área visitada aos finais de semana para caçar perdizes . O Templo de Hanuman atraiu muitos visitantes da antiga cidade murada, que vinham apenas às terças e sábados e antes do pôr do sol, pois a viagem de volta era considerada perigosa.
Moradores de aldeias incluindo Madhoganj, Jaisingh Pura e Raja ka Bazaar foram despejados para a construção de Connaught Place e o desenvolvimento das áreas próximas. As aldeias um dia situadas ao longo da histórica Qutb Road, a estrada principal que liga Shahjahanabad, a cidade murada de Delhi, a Qutb Minar, na cidade do sul de Delhi, desde a era Mughal. As pessoas foram deslocadas para Karol Bagh, a oeste, uma área rochosa povoada apenas por árvores e arbustos selvagens. Três estruturas foram poupadas da demolição: o templo Hanuman, um templo Jain em Jaisinghpura e o Jantar Mantar.

### Construção

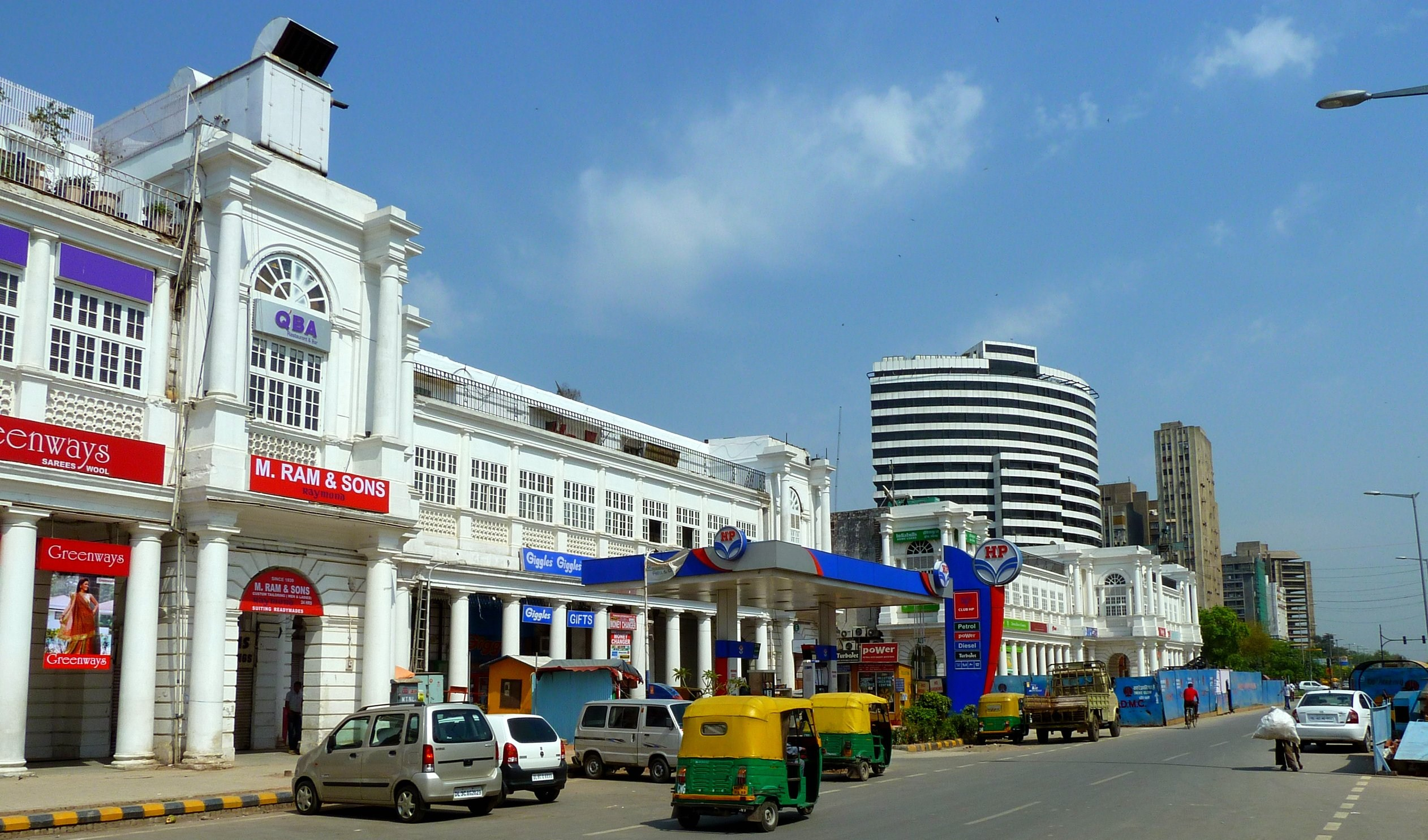
Robert Tor Russell foi o arquiteto de Connaught Place

Os planos um distrito comercial central foram desenvolvidos conforme a nova capital da Índia imperial tomava forma. Liderados por WH Nicholls, o arquiteto-chefe do Governo da Índia, os planos apresentavam uma praça central baseada no estilo Renascimento. Nicholls deixou a Índia em 1917, e com Lutyens e Baker ocupados trabalhando em edifícios maiores na capital, o projeto da praça eventualmente coube a Robert Tor Russell, arquiteto-chefe do Departamento de Obras Públicas (PWD), Governo da Índia.
Nomeado originalmente em homenagem a Artur, Duque de Connaught (1850–1942), terceiro filho da Rainha Vitória e tio do Rei Jorge VI do Reino Unido, foi renomeado para Rajiv Chowk em 2013, em homenagem ao ex- primeiro-ministro da Índia, Rajiv Gandhi.
A arquitetura georgiana de Connaught Place segue o modelo do Royal Crescent em Bath. Enquanto o Royal Crescent é semicircular e uma estrutura residencial de três andares, o Connaught Place tinha apenas dois andares, o que formava quase um círculo completo destinado a abrigar estabelecimentos comerciais no térreo e espaços residenciais no primeiro andar.
Os planos do governo de construir a Estação Ferroviária de Nova Delhi dentro do Central Park foram rejeitados pelas autoridades ferroviárias, pois consideraram a ideia impraticável e, em vez disso, escolheram a área próxima de Paharganj. Finalmente, os trabalhos de construção começaram em 1929, com a construção do  Rashtrapati Bhavan, do Edifício do Secretariado, da Casa do Parlamento e do Memorial de Guerra de Toda a Índia e do Portão da Índia. As obras foram concluídas em 1933, muito depois da inauguração da cidade em 1931.

### Primeiros anos

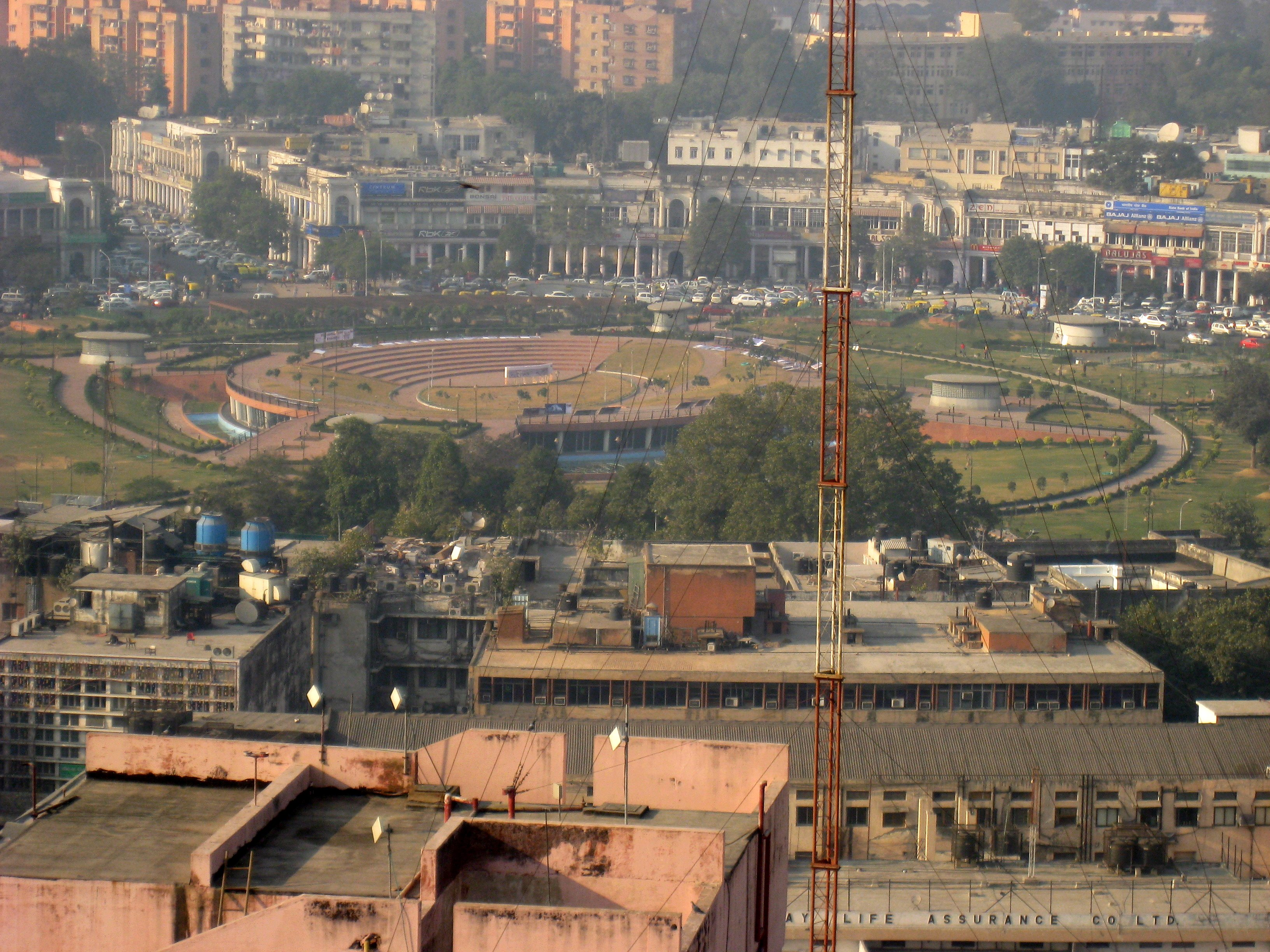
Vista do Parque Central e do Círculo Interno de Connaught Place

A maioria dos governantes dos estados principescos indianos tinha suas casas nas áreas próximas ao redor de King's Way (atual Rajpath ) e frequentavam lojas de roupas de grife, artefatos, sapatos e pianos. O cinema Regal, o primeiro cinema de Connaught Place, foi inaugurado nessa época e passou a receber concertos populares, grupos de teatro e apresentações de balé. O Odeon e o Rivoli seguiram o Regal, enquanto a Indian Talkie House foi inaugurada em 1938. Inicialmente, apenas comidas indianas estavam disponíveis na área, mas aos poucos restaurantes foram abrindo na praça, com nomes como Kwality, United Coffee House e outros que oferecem culinária continental e Mughlai.
O primeiro hotel de luxo de Nova Deli foi inaugurado em 1931 em Janpath e se tornou um refúgio para a realeza e um local para discussões políticas. Foi aqui que Jawaharlal Nehru, Mahatma Gandhi, Muhammad Ali Jinnah e Lord Mountbatten se reuniram para discutir a Partição da Índia e o nascimento do Paquistão.

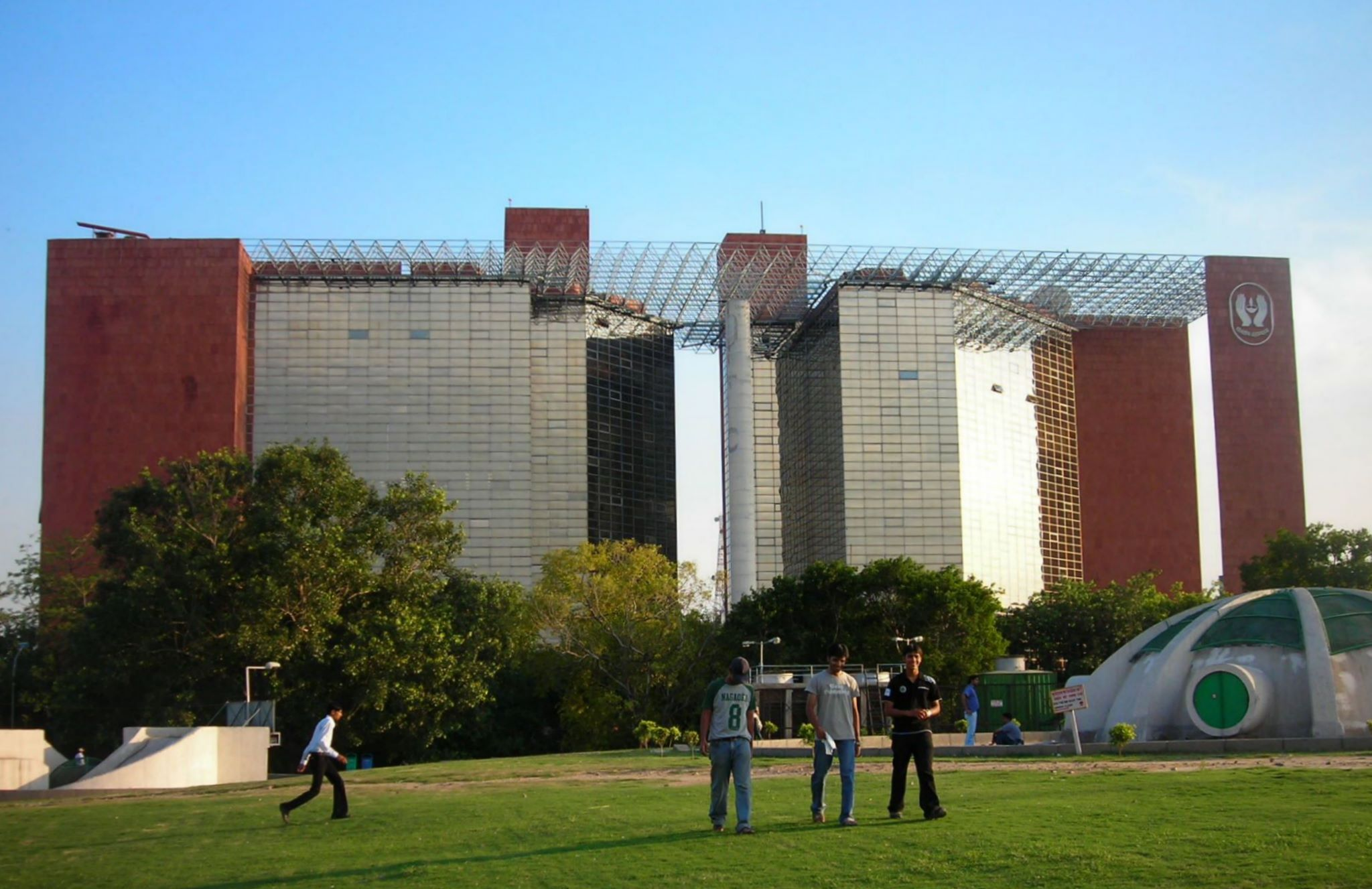
Jeevan Bharti, edifício LIC, Connaught Place, Outer Circle, construído em 1986

Os habitants gradualmente se mudaram para os bairros do primeiro andar, quase cheios em 1938, mas demorou mais uma década até que a praça se tornasse um movimentado mercado, quando a Segunda Guerra Mundial começou e o movimento de Independência atingiu um nível febril. Os mercados registaram uma diminuição das vendas, mas os negócios pós-independência começaram a aumentar na década de 1950.

### Pós-independência
Até a década de 1980, um Phatphat Sewa, um serviço deriquixá da Harley Davidson, levava visitantes de Connaught Place ao Forte Vermelho e Chandani Chowk, antes de ser interrompido devido a preocupações com a poluição. O bloco vazio do Inner Circle entrou em uso no final da década de 1970 com a construção de um mercado subterrâneo, o primeiro em Delhi, Palika Bazaar no ponto de junção. Estendendo-se até o Círculo Externo, também vinha com um estacionamento subterrâneo adjacente. Também na década de 1970, surgiram os Empórios Estaduais na radial Baba Karak Singh Marg. Contudo, uma grande alteração no horizonte foi a adição de arenito vermelho (inspirado no histórico Forte Vermelho) e arranha-céu de vidro, o edifício Jeevan Bharti (edifício LIC ), projetado pelo arquiteto Charles Correa . Em 1986, elevou-se sobre o Connaught Place, baixo e predominantemente branco, e foi criticado por ser muito futurista, mas gradualmente, à medida que outros arranha-céus foram construídos na periferia, o debate desapareceu.

## Cinemas

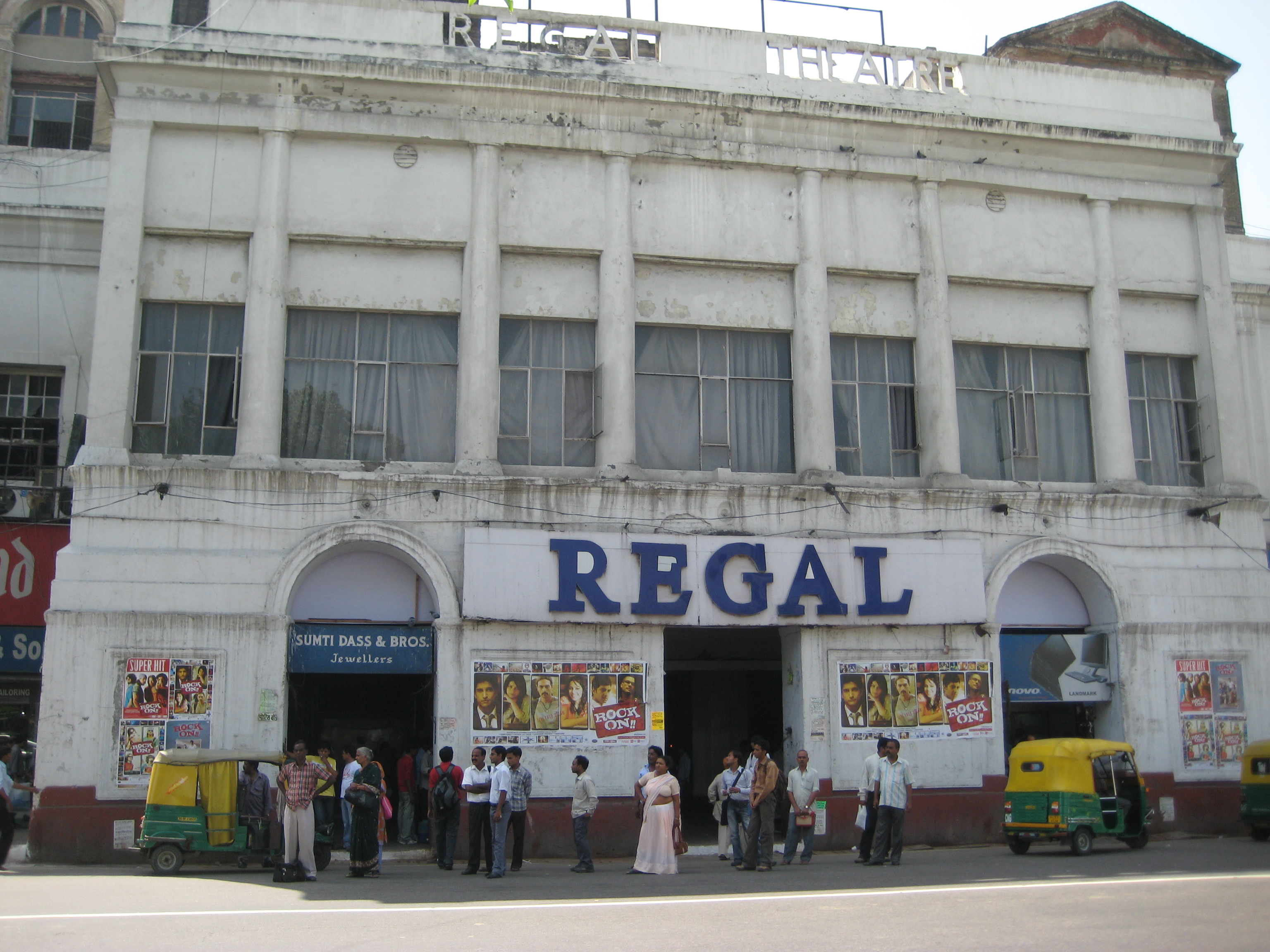
Cinema Regal, o primeiro teatro de Connaught Place, inaugurado em 1932, construído por Sir Sobha Singh, projetado por Walter Sykes George.

Após a introdução dos filmes falados no cinema indiano em 1931, o novo meio se tornou uma mania e nas décadas de 1930 e 40, quatro teatros-cinema abriram no Connaught Place Plaza: Regal, Rivoli, Odeon e "Indian Talkie House" que abriu em 1938. Connaught Place tornou-se o centro de entretenimento de Nova Delhi.
O Regal, o primeiro teatro da região, foi inaugurado em 1932 por Sir Sobha Singh . Foi projetado pelo arquiteto Walter Sykes George e recebeu principalmente apresentações de palco. Nos anos seguintes, recebeu artistas de música clássica ocidental, balé russo e grupos de teatro britânicos, e logo iniciou exibições de filmes pela manhã e à tarde. O próximo teatro a ser construído foi o Plaza em 1940, projetado por Sir Robert Tor Russell, o arquiteto do próprio Connaught Place. Foi propriedade do diretor e ator Sohrab Modi até o início dos anos 1950. O Odeon foi construído em 1945 e teve a segunda tela de 70 mm da cidade, depois do "Shiela Cinema" em Paharganj.
O Rivoli, próximo ao Regal, era o menor teatro da região. Meio século depois, a maioria dos teatros ainda funcionava, embora a maioria tivesse mudado de proprietário. O Plaza e o Rivoli são agora propriedade da gigante multiplex PVR Cinemas, enquanto o Odeon é uma joint venture com a Reliance Big Pictures .

## Atualmente

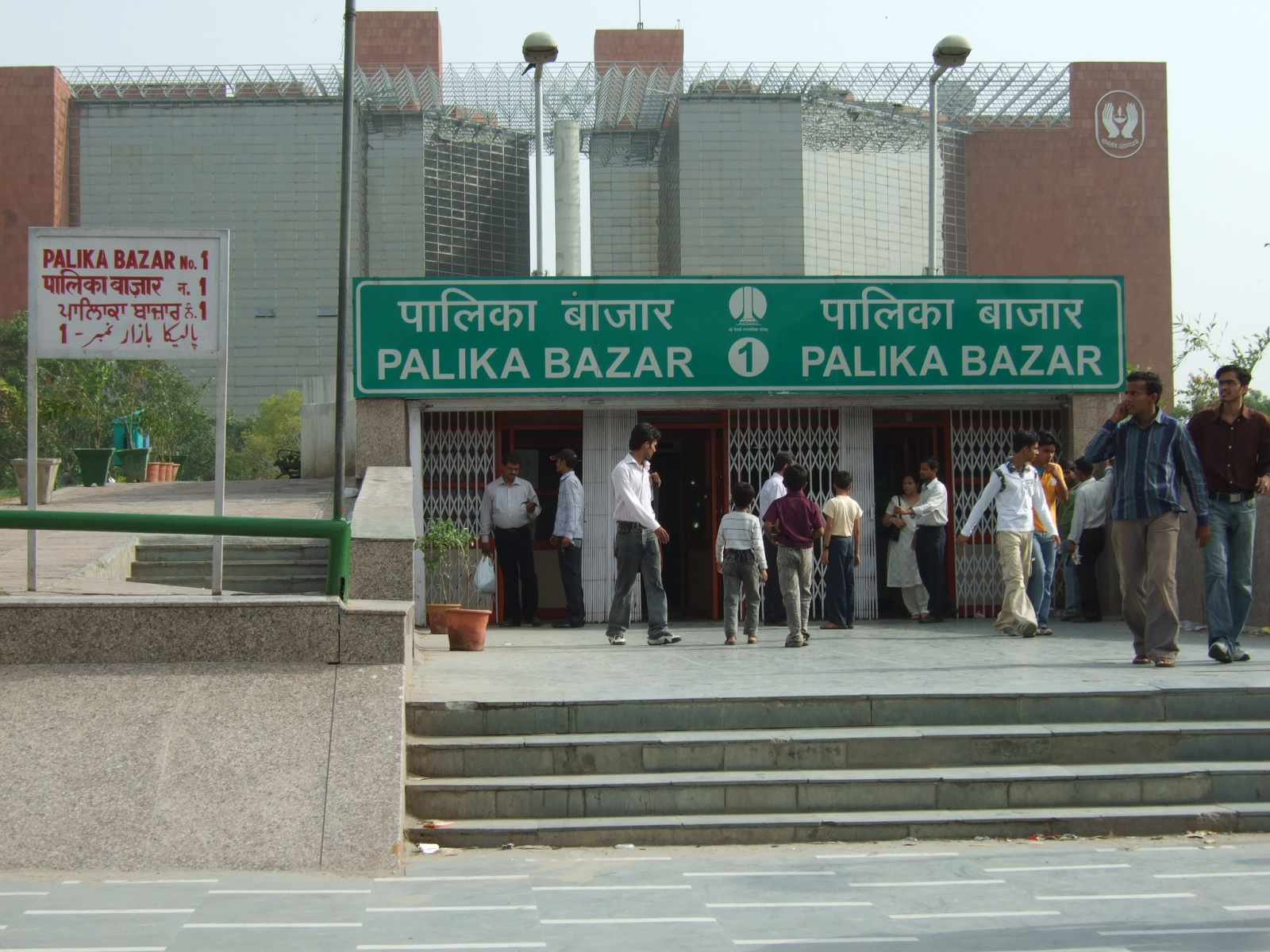
Entrada do complexo comercial subterrâneo, Palika Bazaar, em Connaught Place, construído na década de 1970

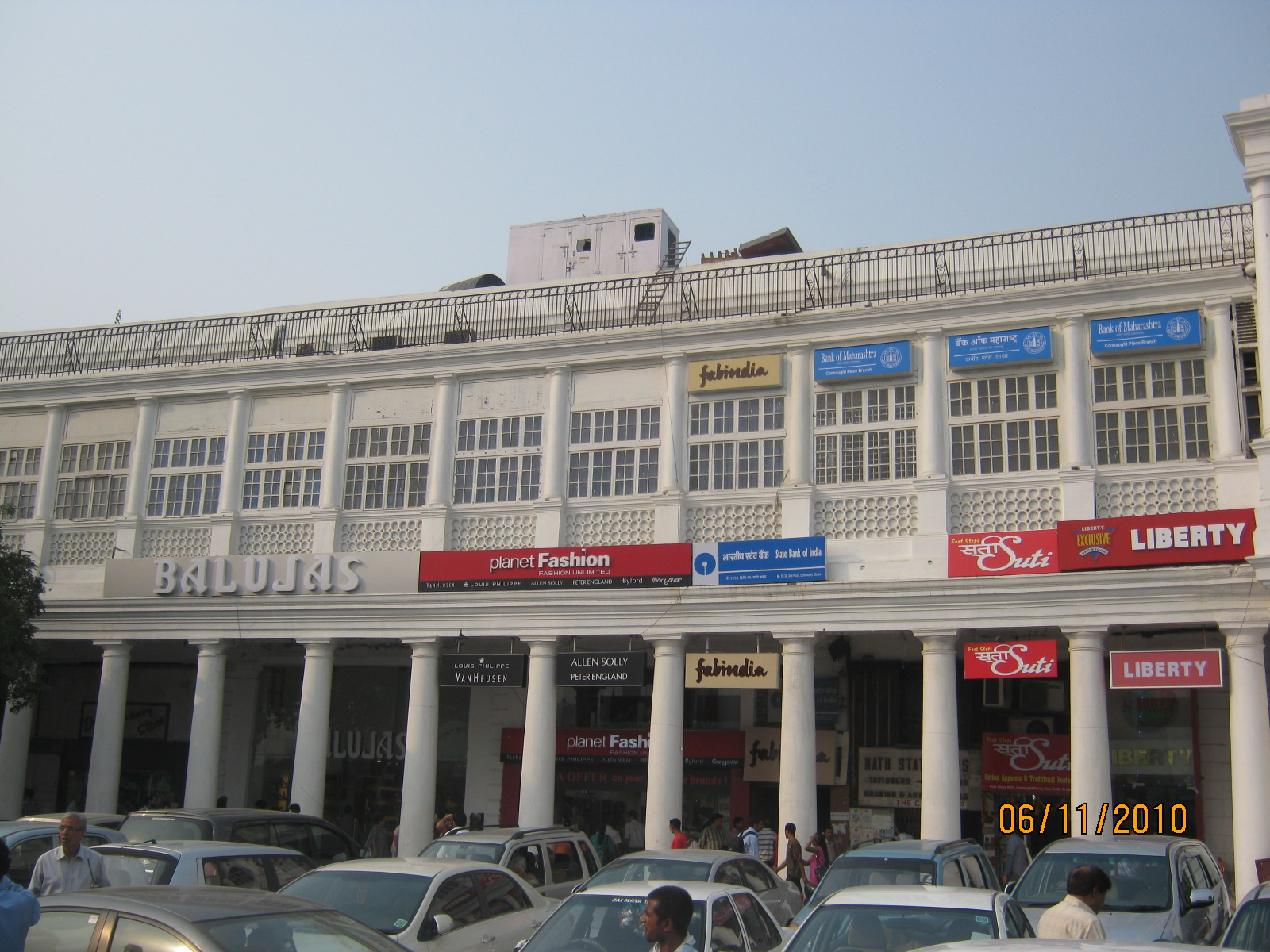
Connaught Place em um fim de semana movimentado

A área é reconhecível no mapa pelo grande círculo no meio com estradas radiais em todas as direções. Oito estradas saem do círculo interno de Connaught Places, chamadas de Parliament Street e Radial Roads 1 a 7. Doze estradas diferentes partem do Connaught Circus, o anel externo. A mais conhecida delas é a Janpath, a continuação da Radial Road 1. É uma área planejada e abriga um dos primeiros mercados subterrâneos da Índia, o Palika Bazaar (Mercado Municipal). O círculo externo é conhecido como Connaught Circus (oficialmente Indira Chowk), tendo fileiras de restaurantes, lojas e hotéis. O Middle Circle possui escritórios, bancos, casas de câmbio e restaurantes.

### Parque Central
O parque central da Praça Connaught é um local para eventos culturais e umponto de encontro popular entre os habitantes locais. Em 2005-06, foi reconstruído após a construção da estação do metrô de Delhi abaixo dele. Essa estação, Rajiv Chowk, é o ponto de coneẫo das linhas Amarela e Azul do Metrô e uma das maiores e mais movimentadas estações da rede.
A Praça Connaught Place abriga vários eventos culturais na área do parque central, como o Urdu Heritage Festival, o concerto Awam Ki Awaz (Vozes do Povo) e muitos outros.

### Bandeira nacional no Central Park

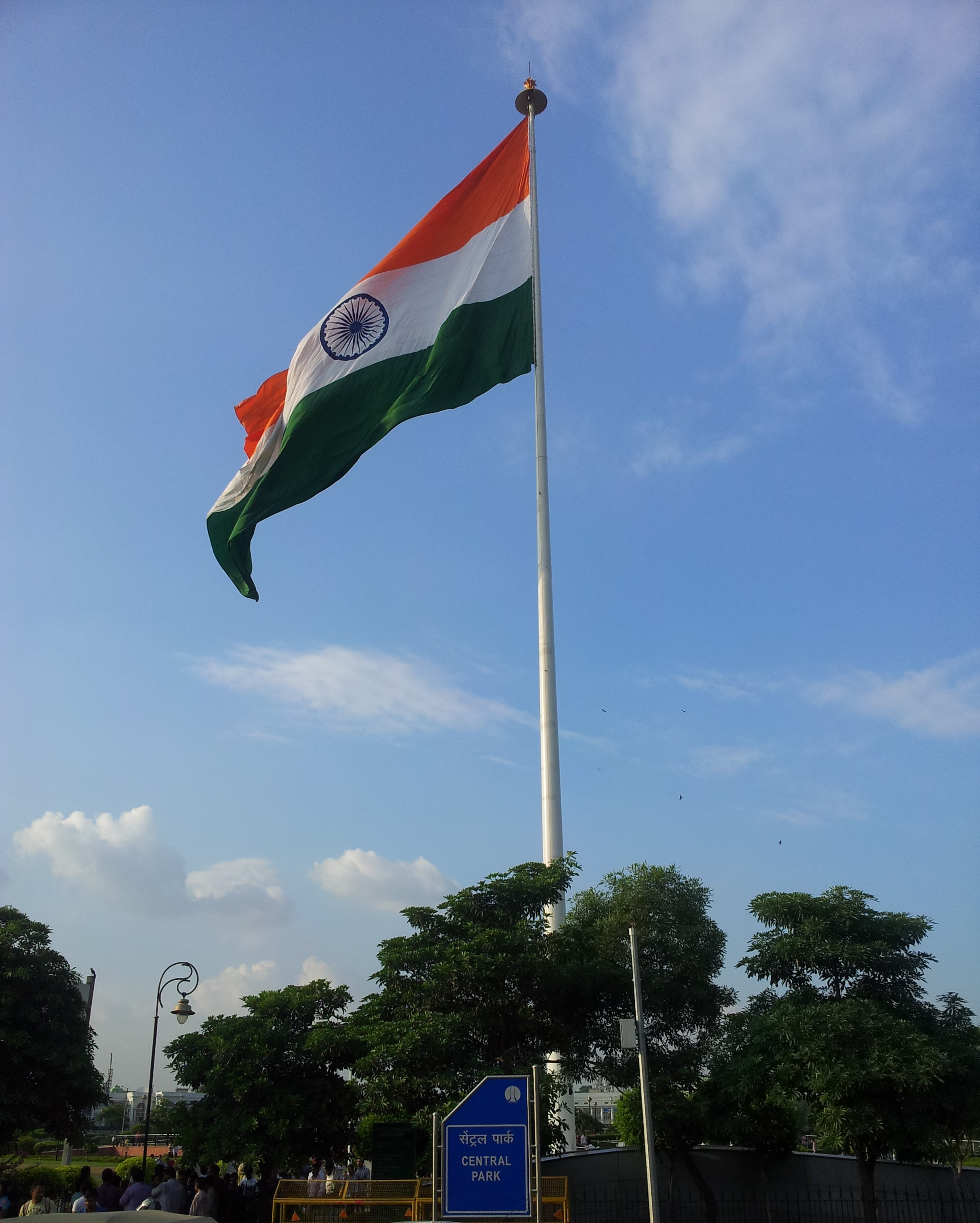
Bandeira Nacional da Índia no Central Park, Praça Connaught

O primeiro indiano conhecido a hastear a bandeira tricolor ena Praça Connaught foi Padma Shri Mir Mushtaq Ahmad, o primeiro Conselheiro Chefe do Executivo de Delhi. Antes da independência, quando Connaught Place era considerado o coração da Índia imperial britânica, ele hasteava a bandeira tricolor no coreto do Central Park todos os anos, em 26 de janeiro. Em 7 de março de 2014, a maior bandeira nacional indiana da época foi içada no Central Park, com 27 por 18 metros.  O poste no qual está içada mede 63 metros .

## Atrações turísticas
- Agrasen ki Baoli
- Museu Filatélico Nacional, Nova Deli
- Madame Tussauds Deli
- Jantar Mantar, Deli

## Galeria de imagens

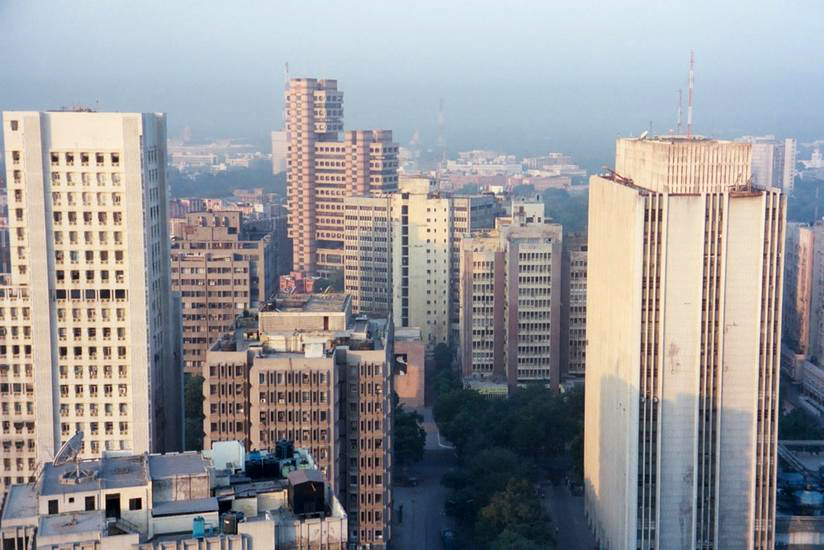
Arranha-céus na Praça Connaught
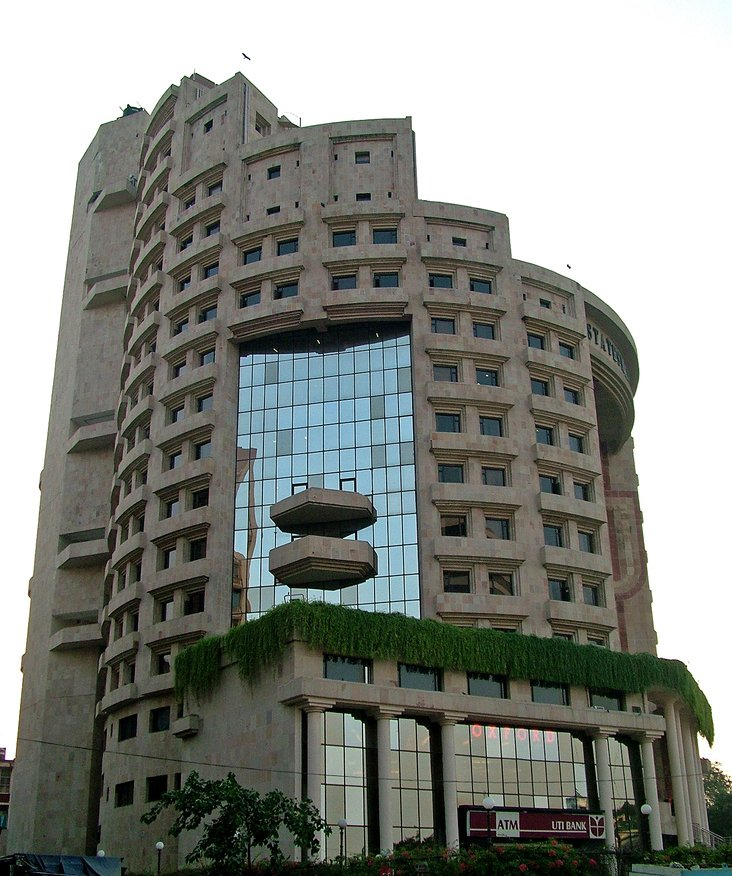
O Edifício Statesman (estadista)
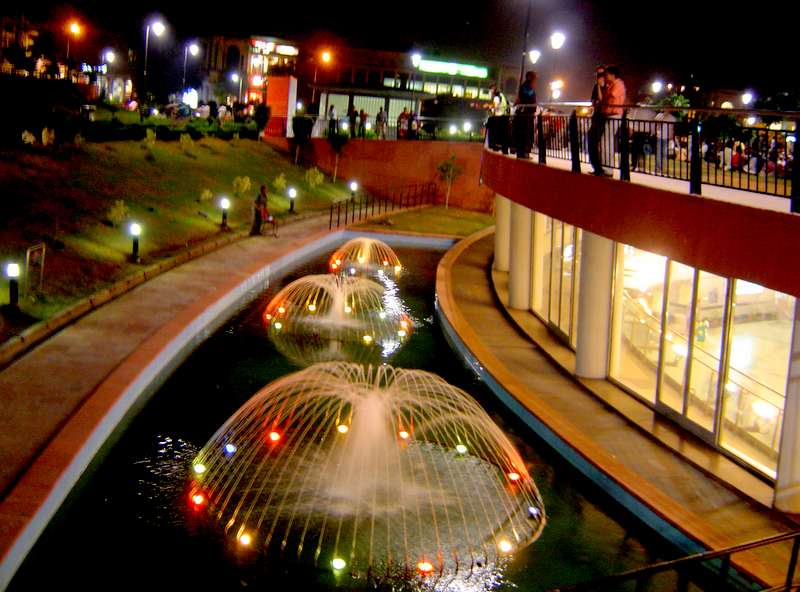
Parque Central
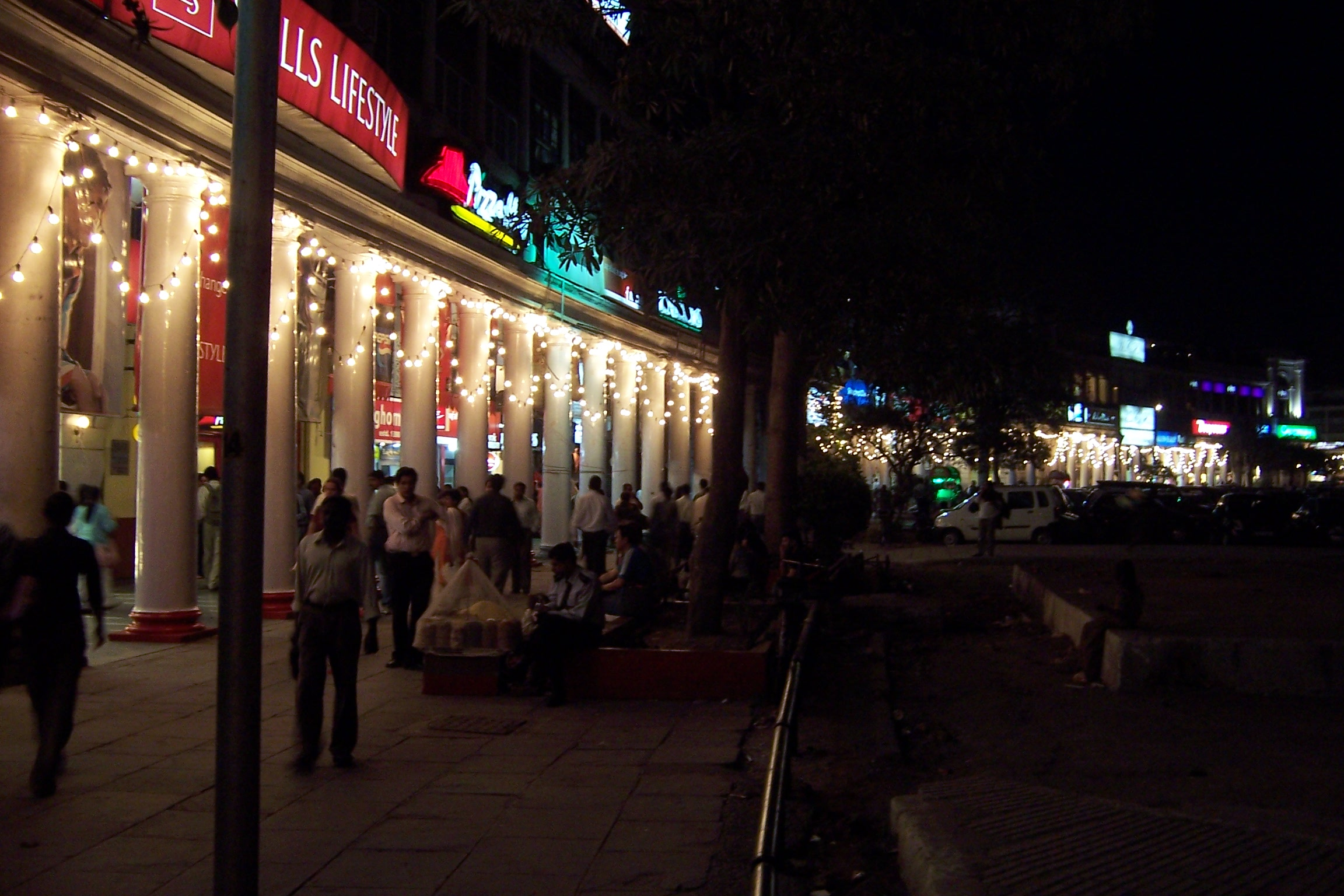
Lojas do Círculo Connaught à noite em 2006
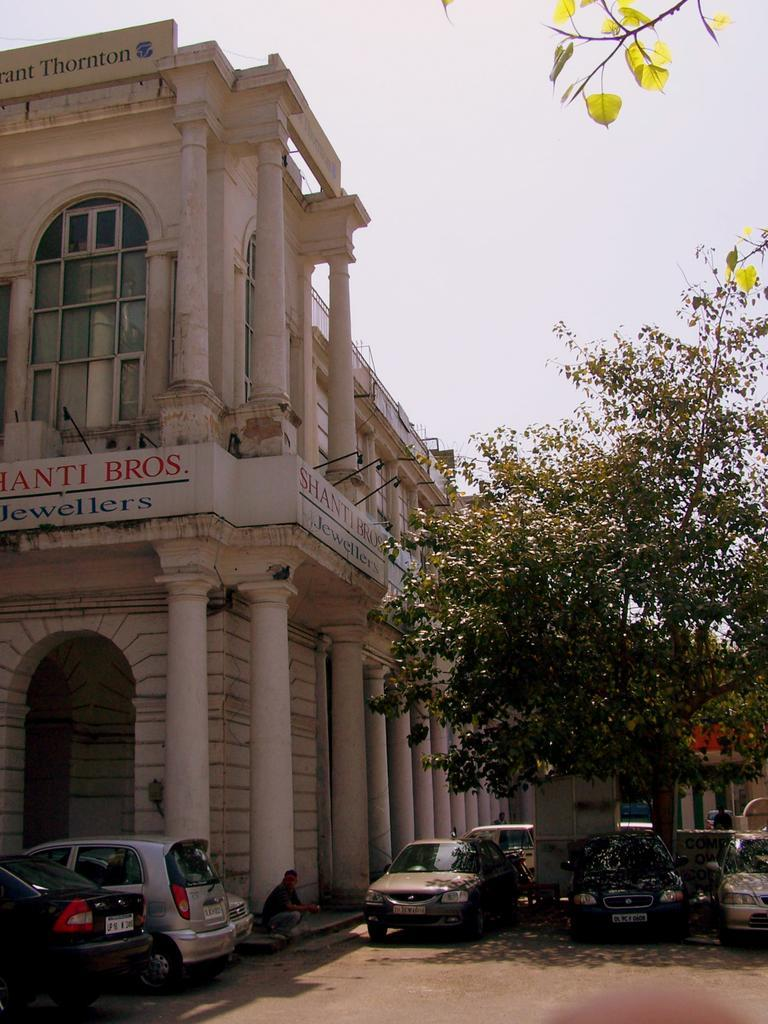
Edifícios típicos da era georgiana
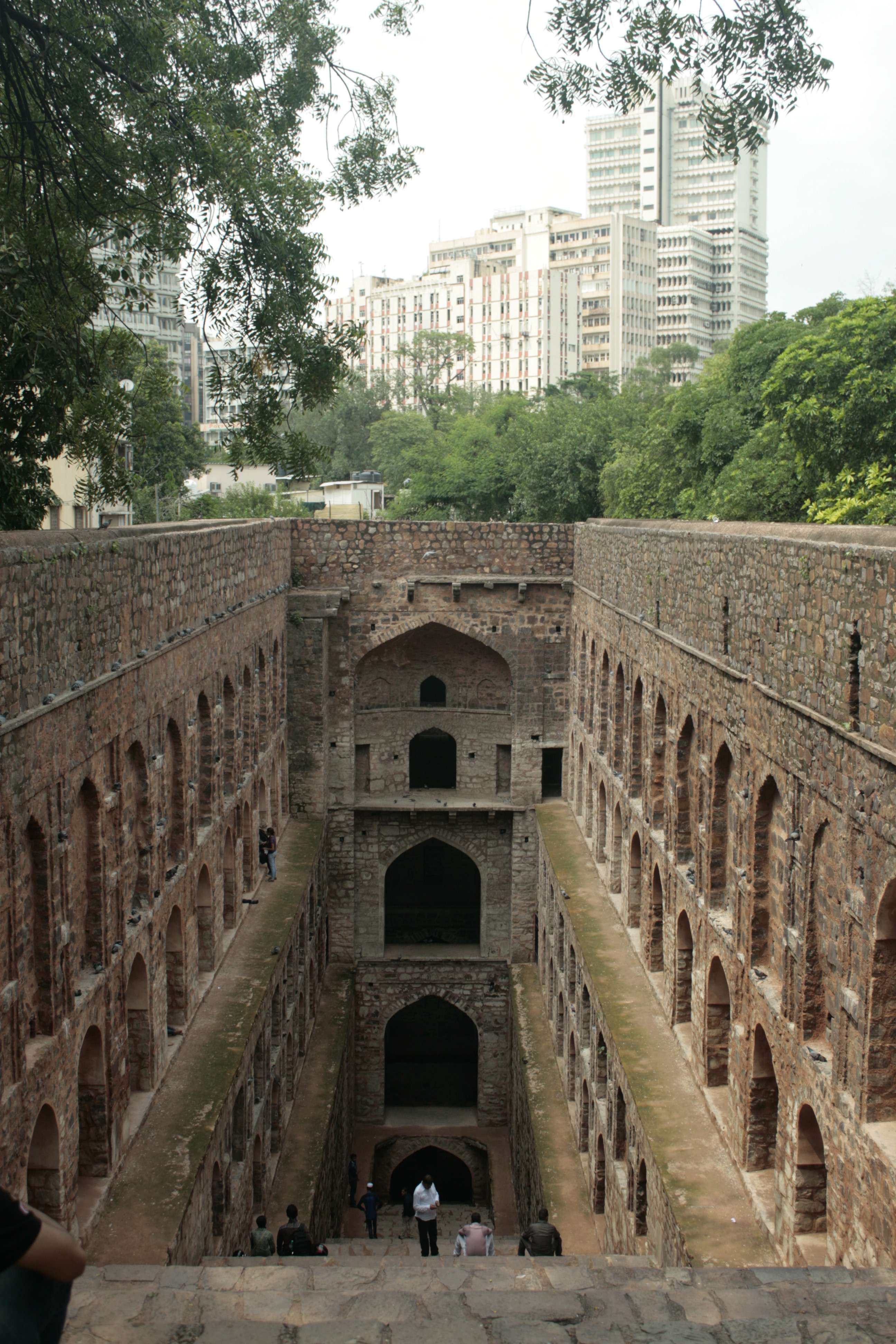
O Agrasen ki Baoli está escondido entre os arranhões de Connaught Place
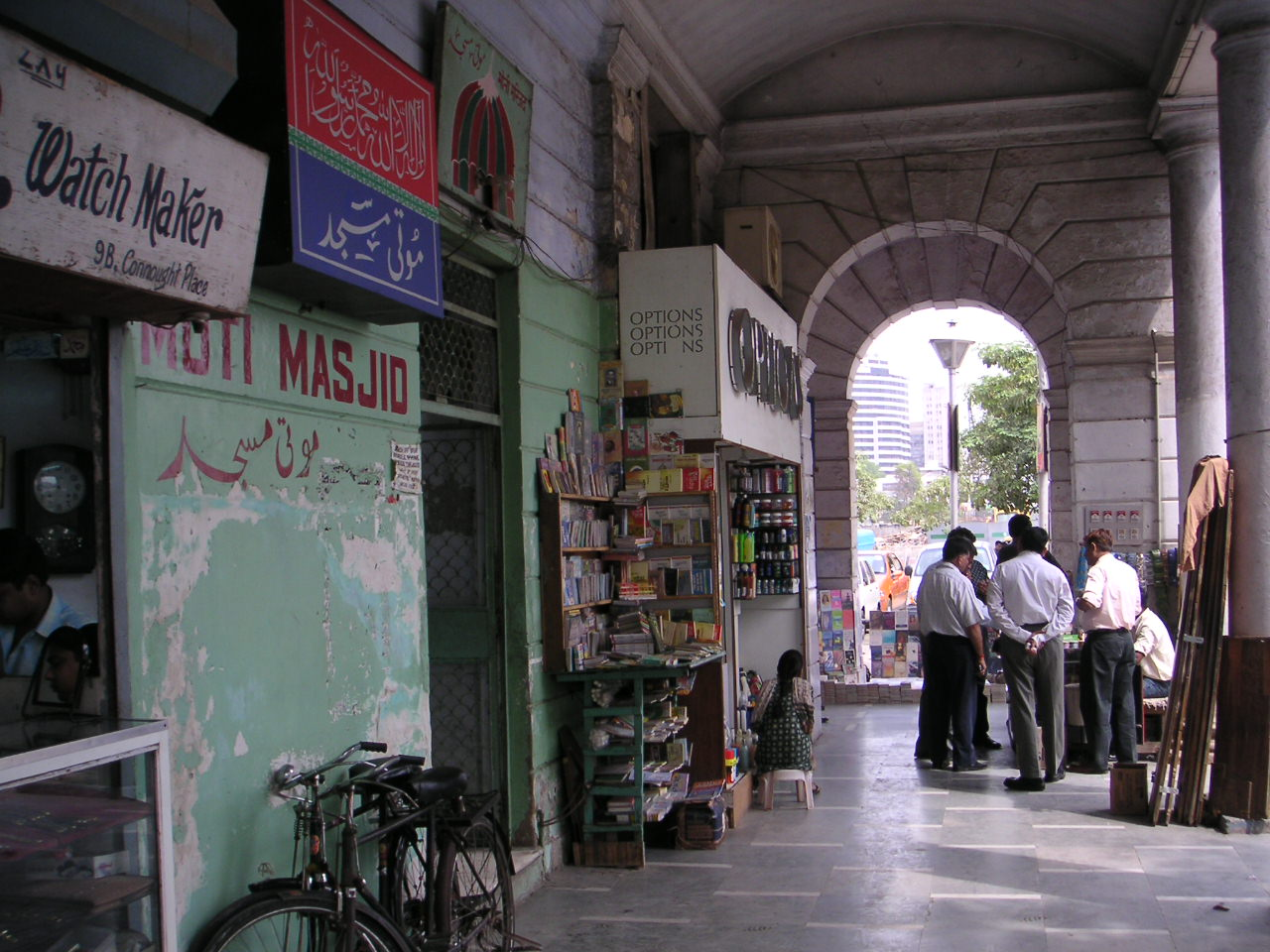
Mesquita Pequena
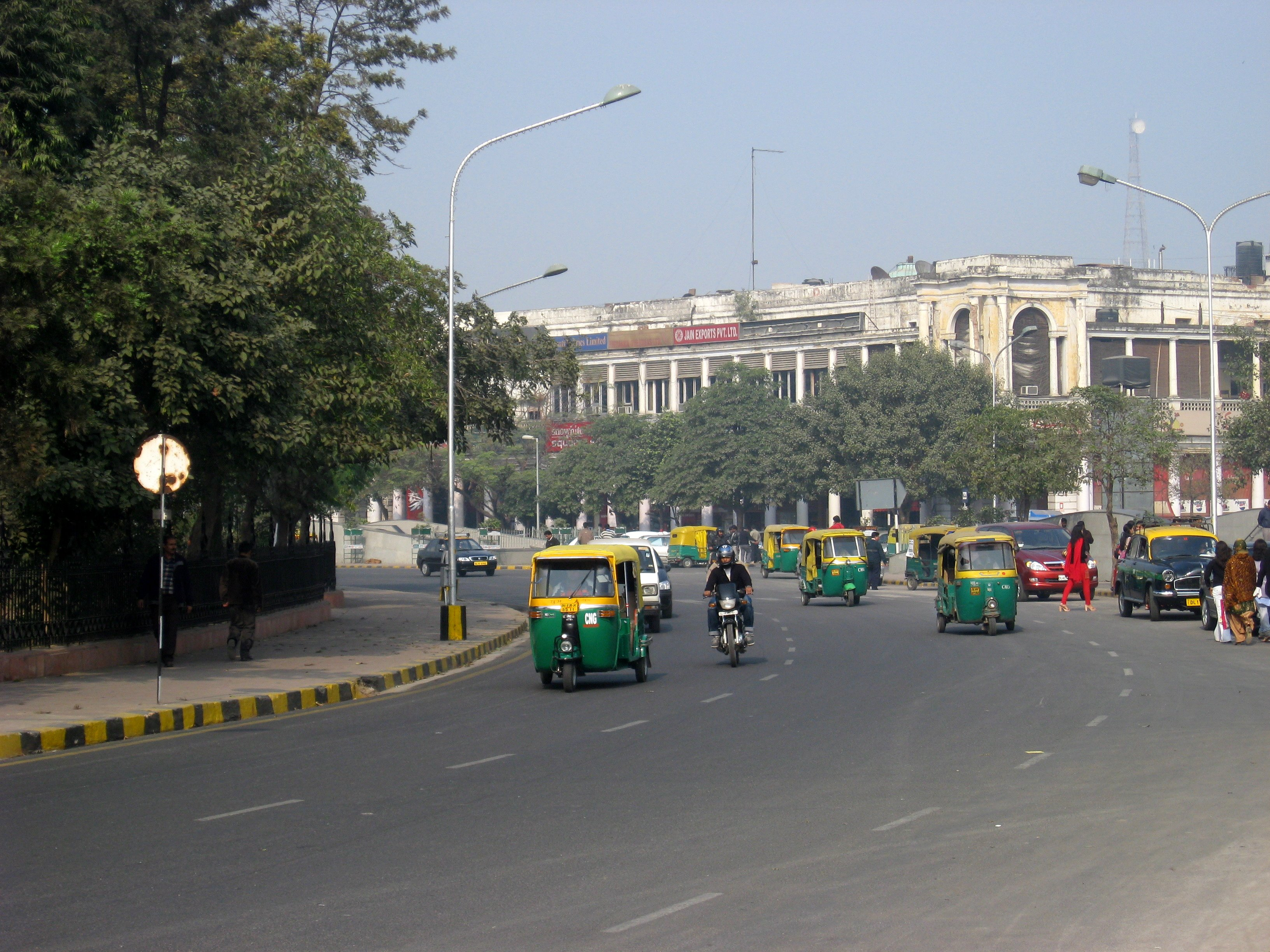
Círculo interno
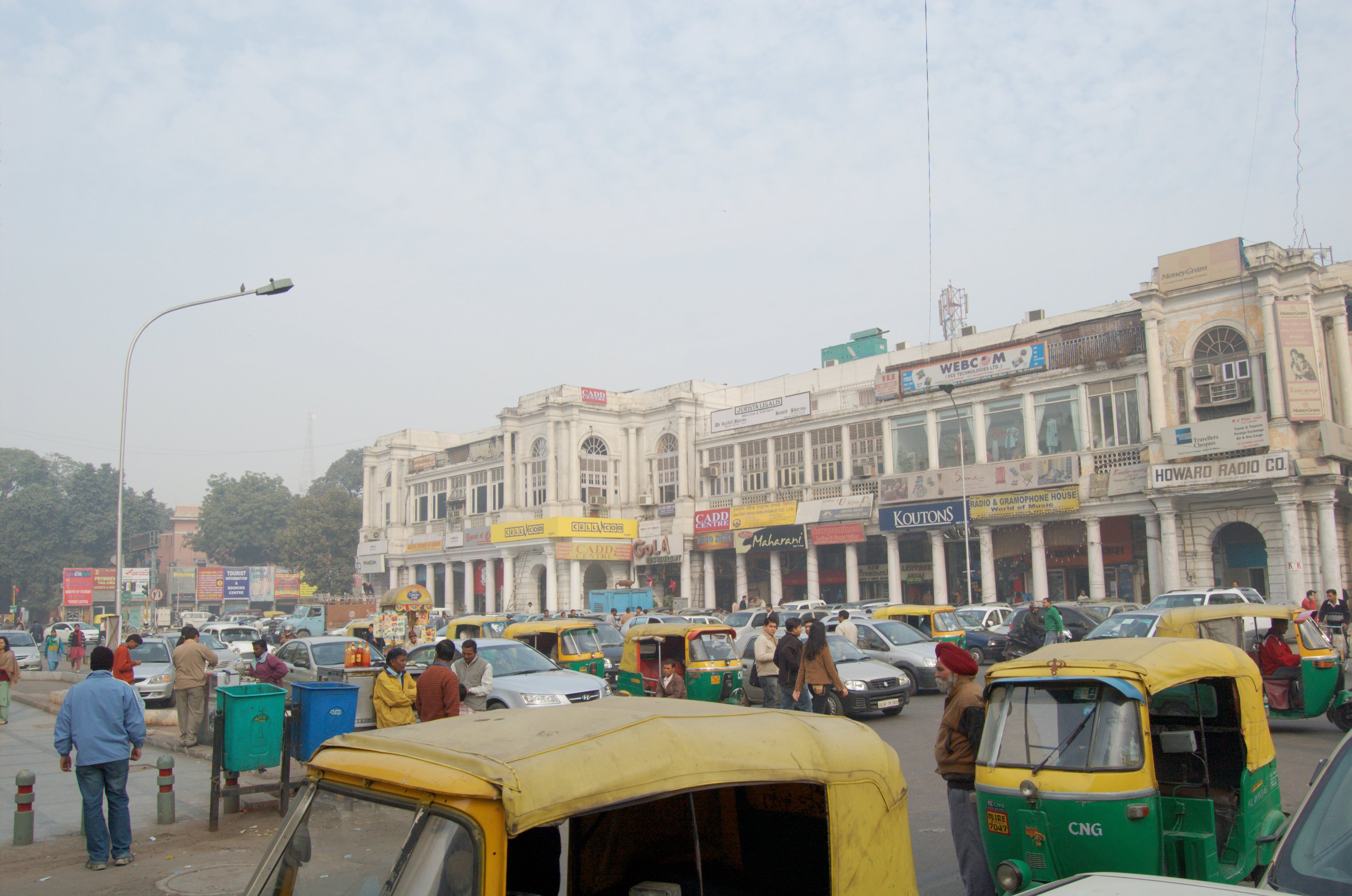
Imediações
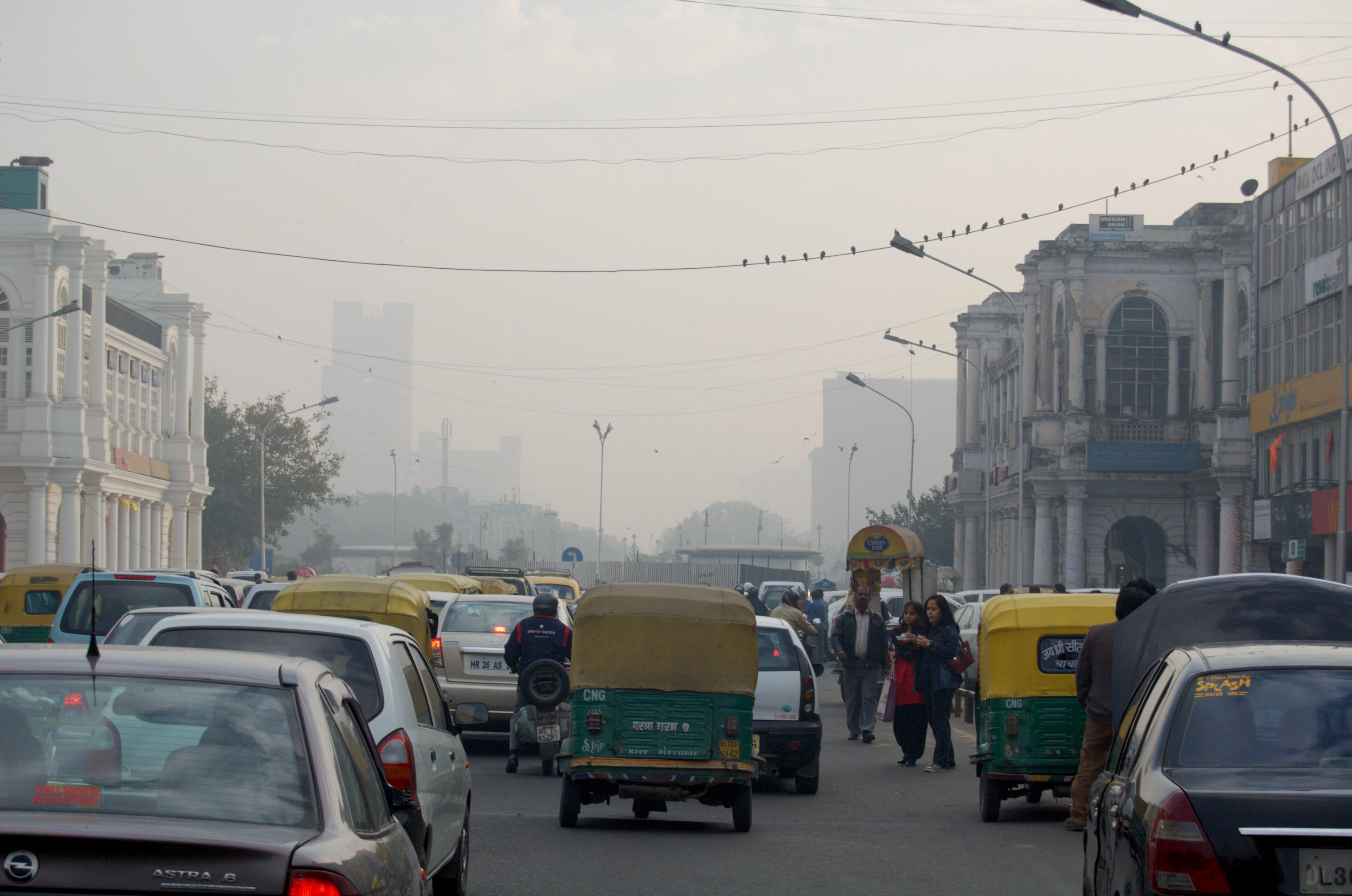
Cena de rua
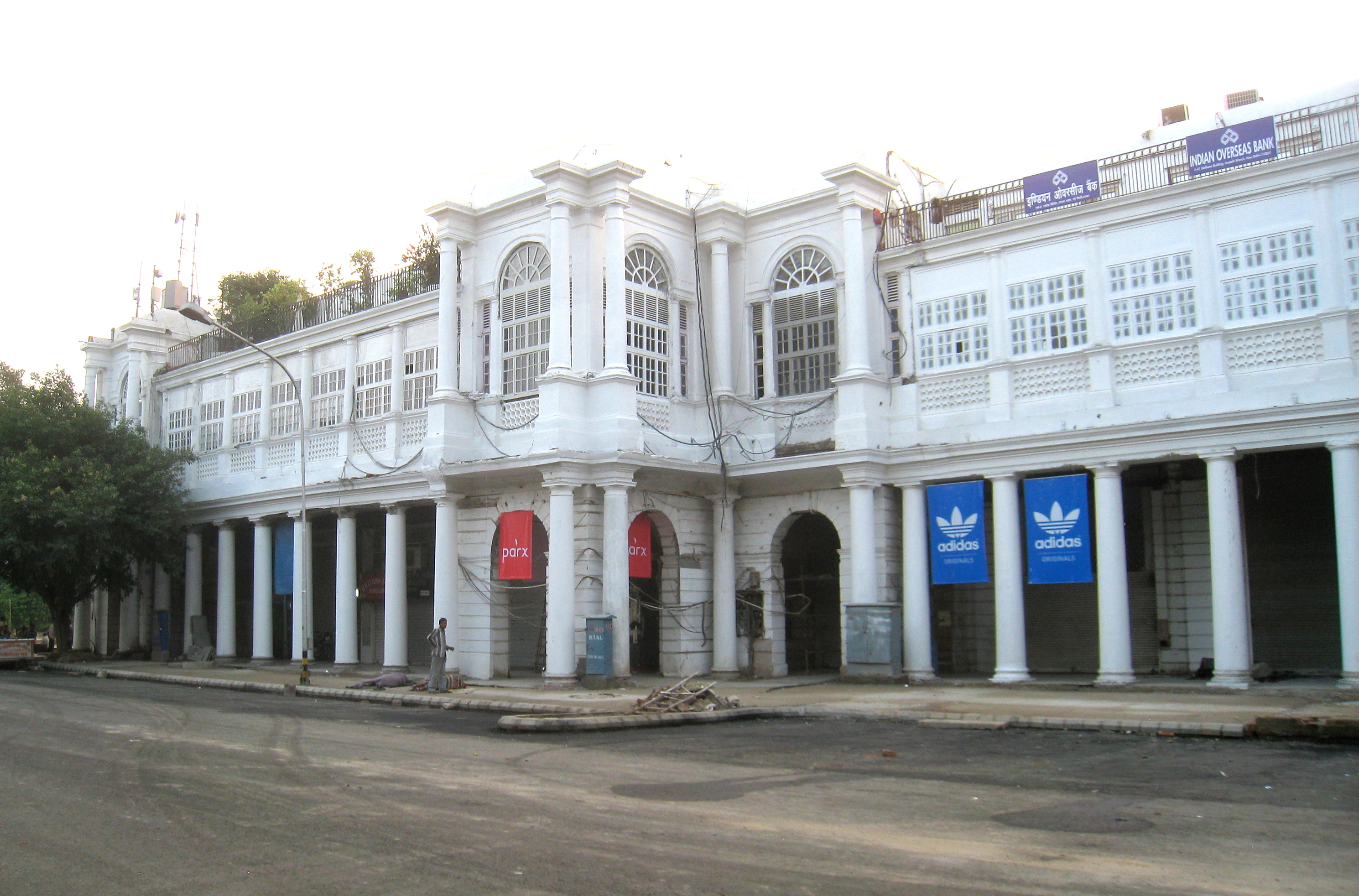
Área comercial da Praça Connaught
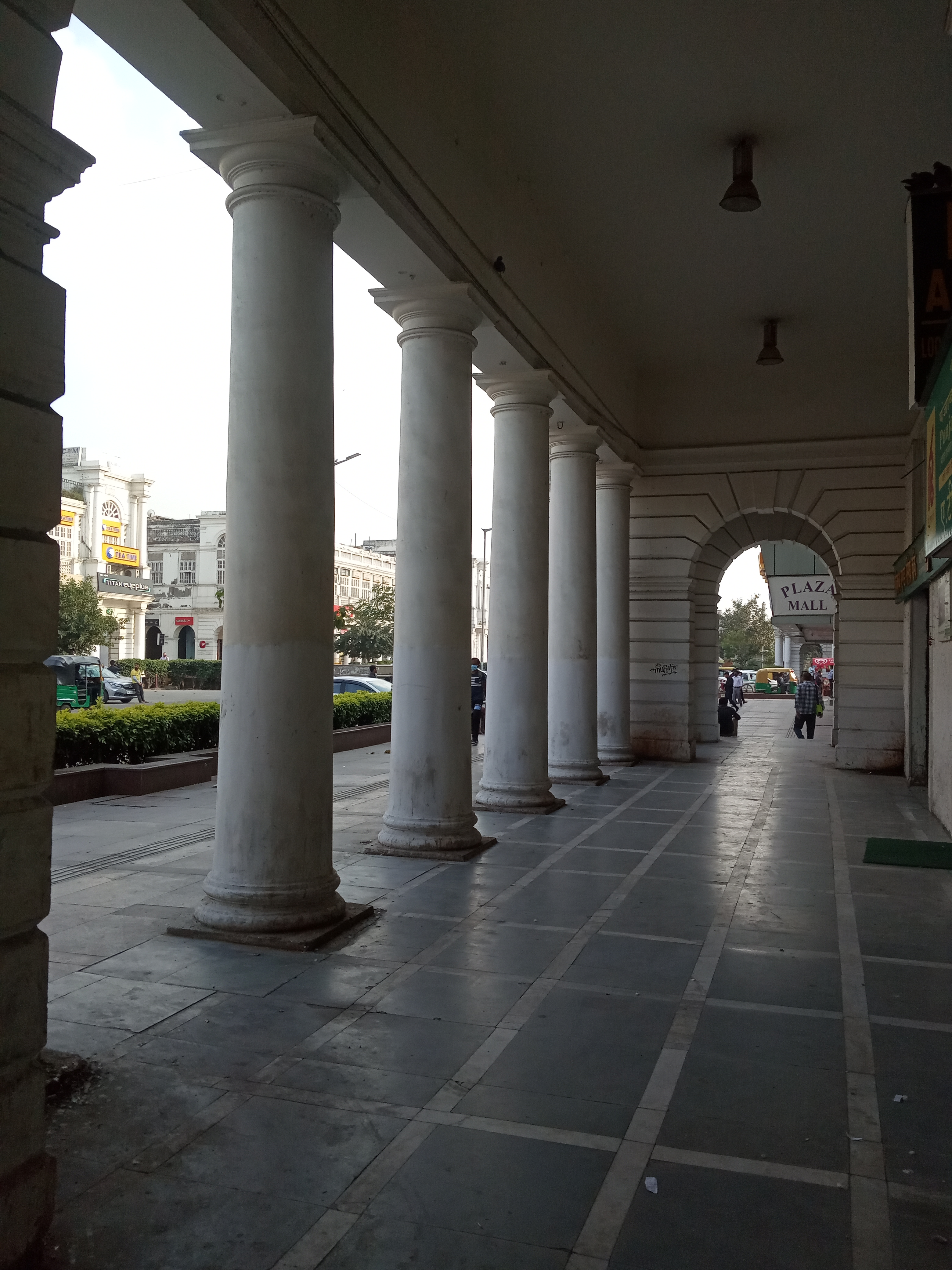
Bloco H em Connaught, 21 de março de 2020 - vazio devido à suspensão de reuniões sociais durante a pandemia de COVID-19
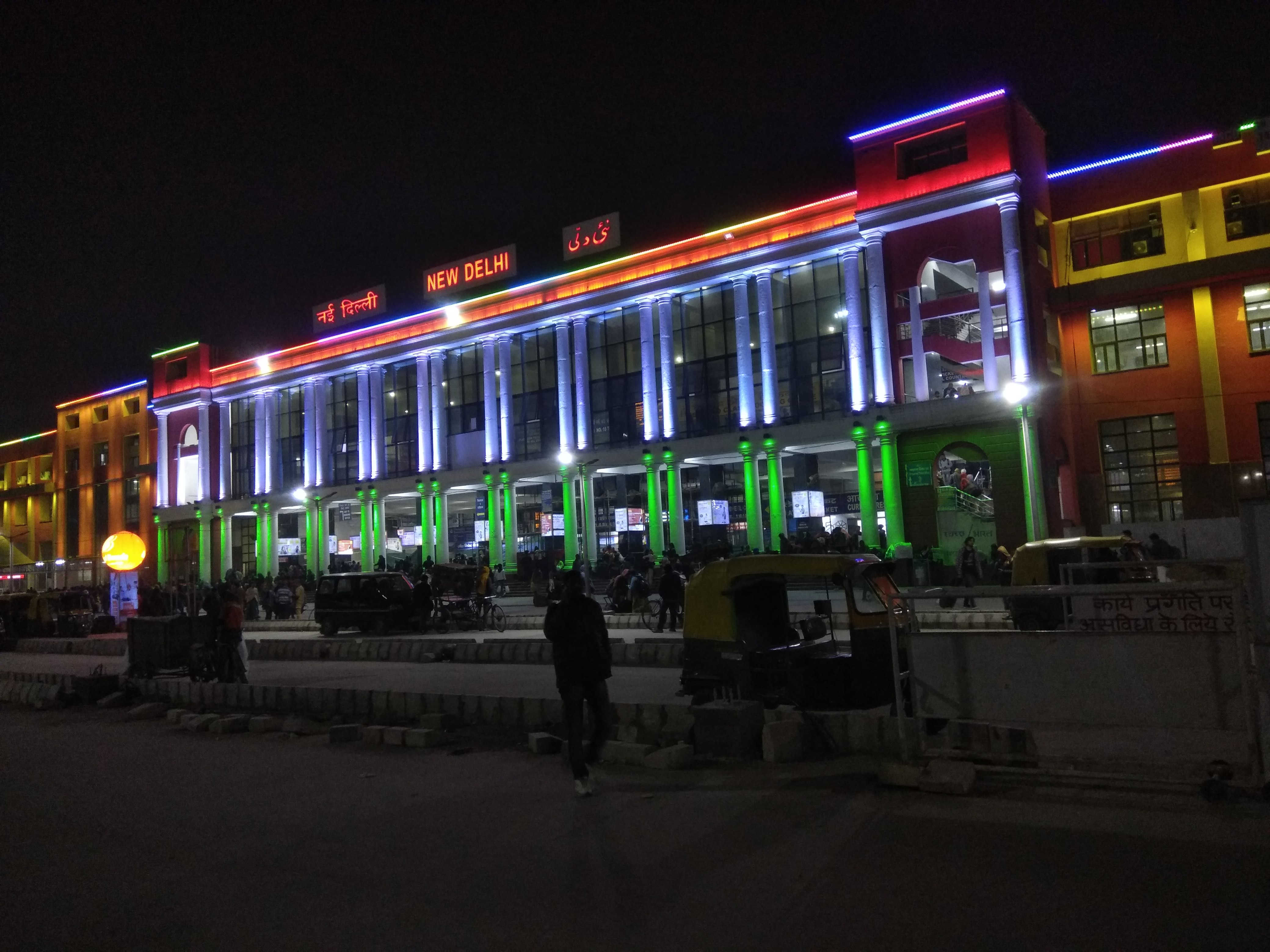
Estação Ferroviária de Nova Delhi
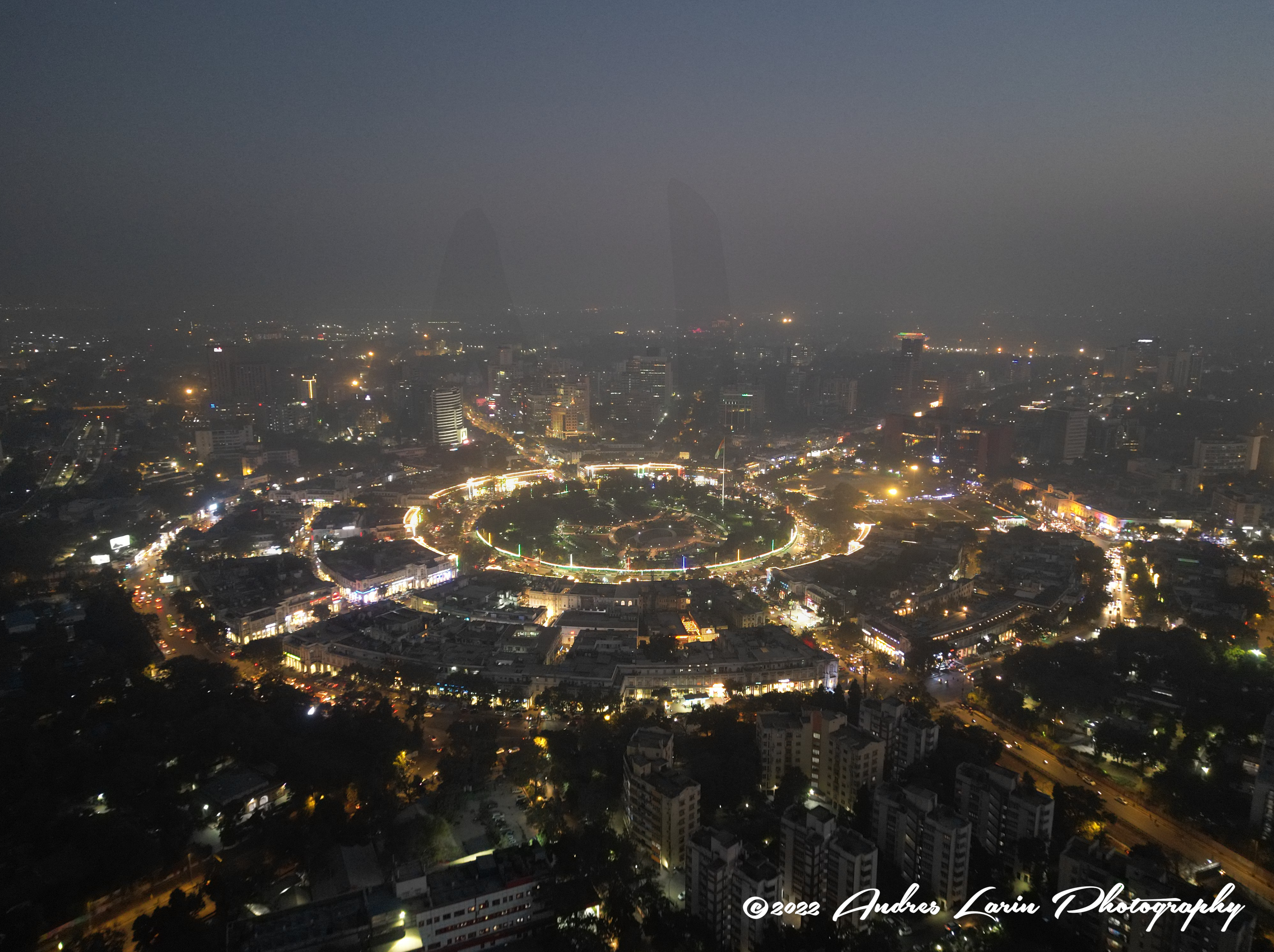
Foto de drone de Connaught Place ao pôr do sol, 2023